# Henri VI de Grandpré
Henri VI de Grandpré, né vers 1237 et mort vers 1287, est seigneur de Livry et héritier du comté de Grandpré, mais il meurt avant son père. Il est le fils d'Henri V de Grandpré, comte de Grandpré, et de son épouse Isabelle de Brienne-Ramerupt.

## Biographie
Avant 1269, son père lui donne pour apanage la seigneurie de Livry.
Il décède vers 1287, avant son père, et est inhumé dans l'église priorale de Grandpré.
Toutefois, son fils Gérard de Grandpré étant trop jeune pour diriger le comté, celui-ci est alors saisi par le comte de Champagne Thibaut V qui le rend dès l'année suivante suivante à Jean Ier, frère puîné d'Henri VI et oncle de Gérard, qui se voit ainsi déshérité à cause de sa jeunesse malgré le fait qu'il soit issu de la branche aînée de sa lignée.

## Mariage et enfants
Avant 1267, il épouse en premières noces Laure de Montfort, dame d'Épernon, veuve de Ferdinand II, comte d'Aumale, fille d'Amaury VI, comte de Montfort et de Béatrice de Viennois, mais n'a pas de postérité avec elle.
Veuf, il épouse en secondes noces Isabelle de Durbuy, fille de Gérard Ier, seigneur de Durbuy, et de Mechtild von Kleve, avec qui il a plusieurs enfants, :
- Gérard de Grandpré, tige de la branche dite de Houffalize, seigneurie qu'il obtient par mariage avec Béatrix de Luxembourg ;
- d'autres enfants, cités mais non nommés dans une charte de 1304.